# John Peel (ginecologo)
Sir John Harold Peel (10 dicembre 1904 – 31 dicembre 2005) è stato un ginecologo britannico.

## Biografia
Era il figlio del metodista sacerdote John Harold Peel. Frequentò la Manchester Grammar School e il Queen's College di Oxford.

## Carriera
Studiò e si specializzò in ginecologia presso King's College London School of Medicine, dove si laureò nel 1930 e passò gli esami di appartenenza per il Royal College of Physicians nel 1932. Nominato chirurgo consulente di Ostetricia e Ginecologia presso il King's College Hospital, nel 1937 si trasferisce alla Princess Beatrice Hospital di Londra, dove rimase come consulente fino al 1965.
Tra il 1948 e il 1967, Peel è stato direttore degli studi clinici al King's College London School of Medicine. Era anche un esaminatore di circa una dozzina di università britanniche, tra cui Oxford, Cambridge, Londra e Bristol.
Peel assistette il ginecologo reale Sir William Gilliatt alle nascite del principe Carlo (1948) e della principessa Anna (1950).
Dopo la morte di Gilliatt nel 1956, Peel stesso fu nominato ginecologo della regina Elisabetta II (1961-1973). Peel assisti a un gran numero di nascite reali, tra cui:
- il principe Andrea (1960);
- il Principe Edoardo (1964);
- il visconte Linley (1961);
- Lady Sarah Armstrong-Jones (1964)[2].

Peel stesso è stato sostituito da Sir George Pinker.

### Abortion Act 1967
Mentre era il presidente della RCOG, nel 1967, Peel presiedette il comitato di consulenza del governo britannico su quello che è diventato l'Abortion Act 1967; il Comitato ha riferito a favore del disegno di legge.

### Peel Report 1971
Peel era a capo di una serie di gruppi direttivi e comitati per le agenzie governative, che comprendeva presiede l'importante Peel Report. Per ridurre la mortalità materna e infantile, il rapporto raccomanda che tutte le donne dovrebbero partorire in un ospedale e rimanere lì per qualche giorno. Tra i critici del Rapporto vi era l'epidemiologo Archie Cochrane, che ha sottolineato che non vi era una scarsa correlazione tra alti tassi di ospedalizzazione e minore mortalità perinatale. Il rapporto però ha comportato un cambiamento di approccio della classe medica di maternità, a scapito dei domiciliari servizi ostetrici.
Nel 1980, in qualità di sponsor della società responsabile, Peel accusò il Dipartimento della Pubblica Istruzione e il Dipartimento della Sanità e della sicurezza sociale di incoraggiare le ragazze sotto i 16 anni ad avere un rapporto sessuale.

## Morte
Peel è stato sposato tre volte: nel 1936 Muriel Elaine Pellow, con il quale ebbe una figlia; nel 1947 sposò Freda Margherita Mellish; nel 1993 sposò Sally Barton.
Peel era un appassionato giardiniere, era proprietario di uno stock di bovini di razza Frisona nella sua azienda ed era appassionato di pesca al salmone sul fiume Spey, in Scozia.
Morì il 31 dicembre 2005.